# Bulletstorm
Bulletstorm és un videojoc d'acció en primera persona de 2011 creat per People Can Fly i Epic Games i publicat per Electronic Arts (EA). El joc es distingeix pel seu sistema de recompensa als jugadors amb "Skillpoints" ('punts d'habilitat') per realitzar eliminacions cada vegada més creatives. Bulletstorm no té cap mode multijugador competitiu, prefereix incloure modes de joc cooperatiu en línia i atac de puntuació. Ambientada al segle xxvi la història del joc se centra en Grayson Hunt, un pirata espacial i ex-operacions negres que és abatut en un planeta devastat per la guerra mentre intenta venjar-se del general Sarrano, el seu antic comandant que va enganyar ell i els seus homes per cometre crims de guerra i assassinar innocents.
El desenvolupament del joc va començar el juny del 2007. Adrian Chmielarz i Cliff Bleszinski van ser el director i dissenyador respectivament, mentre que Rick Remender, l'autor de Fear Agent, va escriure la història del joc. Originalment es va preveure que fos una versió basada en acció en tercera persona, tot i que la base de combat i la perspectiva de joc van passar per diverses revisions. La ficció Pulp, Burnout, Duke Nukem i Firefly van inspirar l'equip durant el desenvolupament del joc. L'equip va experimentar amb els modes multijugador competitius i el mode multijugador cooperatiu de campanya durant la producció, però es va decidir eliminar-los a causa de les limitacions tecnològiques.
Quan es va llançar al febrer de 2011 per a Windows, PlayStation 3 i Xbox 360, el joc va rebre crítiques positives per part de crítics que van elogiar la seva configuració, gràfics, acció, ritme i joc, però van ser criticats per la seva història, escriptura i modes multijugador. Ha generat una gran controvèrsia durant el seu alliberament per la seva representació de la violència. Bulletstorm va ser un fracàs comercial tan per Epic Games com Electronic Arts, venent un milió d’exemplars el 2013. Gearbox Publishing va llançar una versió remasteritzada del joc titulada Bulletstorm: Full Clip Edition l'abril de 2017 per a Windows, PlayStation 4 i Xbox One, i una versió per a Nintendo Switch a l'agost del 2019. Es va suspendre una seqüela mentre l'estudi va reassignar els seus recursos per treballar amb Gears of War: Judgement.

## Jugabilitat

Una captura de pantalla del joc que mostra el sistema "Skillshot". Els jugadors reben punts quan realitzen matances creatives.

Com a shooter en primera persona, Bulletstorm se centra en el combat. El joc presenta vuit armes, cadascuna amb els seus propis comportaments. A més d'armes de foc estàndard com escopetes i rifles d'assalt, el joc presenta armes inusuals com el "Bouncer", que dispara boles de canó explosives, i el "Flailgun", un canó que dispara llaç amb boles ponderat per granades. Cada arma té un mode de foc alternatiu que utilitza "càrregues"; per exemple, el "tir de càrrega" del revòlver Screamer converteix l'arma en una pistola de bengales que encén de foc un enemic i els envia a l'aire.
El personatge jugable està equipat amb una "corretja d'energia" que li permet arrossegar enemics cap a ell i llançar una bola d'energia que llança a l'aire tots els enemics propers i barrils explosius. El jugador també pot xutar als enemics o córrer i lliscar sota ells. Si un enemic és llançat a l'aire des del fuet o per patades/lliscaments, entra en càmera lenta, cosa que permet als jugadors realitzar tirs d'habilitat. "Skillshot" ('tir d'habilitat') recompensa al jugador per matar oponents de les formes més creatives i inusuals possibles. Es concedeixen punts per a diverses accions, com ara matar enemics a l’aire, fer ús de perills mediambientals com llançar enemics cap als pics i empalar-los o utilitzar la característica diferent d’una arma. Com més complicada o inusual sigui la competència, més punts adquireixen els jugadors. Els punts s'utilitzen com a moneda en els “dropkits” repartits per tot el planeta per comprar armes de foc, municions i actualitzacions. Els dropkits són com checkpoints, on també són els llocs on els jugadors poden canviar les seves armes, accedir a la base de dades Skillshot i visualitzar les estadístiques dels jugadors.
A més de la campanya per a un jugador, els jugadors poden accedir a dos modes addicionals. A "Echoes" ('flash-backs' en la versió en castellà), els jugadors han de jugar a un nivell d'un sol jugador i matar els enemics de la manera més inusual possible en un període fixat. A cada jugador se li dona una valoració sobre el seu rendiment, que després es carrega a una classificació. Un altre mode és "Anarchy", un mode multijugador de quatre jugadors. A Anarchy, els jugadors han de lluitar a través d’onades d’enemics i realitzar tirs d’habilitat. Quan el grup de jugadors guanya prou habilitats, pot desbloquejar nous nivells i escenaris. El mode Anarchy té el seu propi conjunt de capacitats i un sistema de progressió únic.

## Trama
Bulletstorm té lloc al segle xxvi, on l’univers és dirigit per la "Confederació de Planetes". Grayson Hunt (Steven Blum) és el líder de Dead Echo, un equip d'operacions negres sota el comandament del general de la confederació Victor Sarrano (Anthony De Longis). Dead Echo assassina a un home anomenat Bryce Novak. Mentre buscaven al seu ordinador, descobreixen que Novak era un periodista civil, documentant proves de la corrupció de Sarrano i el seu ús de Dead Echo per eliminar els seus enemics polítics i personals. Quan Sarrano envia soldats per matar-los, Grayson i el seu equip deserten, fugen cap al voltant de l'univers i es converteixen en pirates.
Deu anys després, el vaixell que transportava Grayson (ara lluita amb l'alcoholisme) i els seus companys Ishi Sato (Andrew Kishino), Rell Julian (Chris Cox), i Dr. Whit Oliver (Robin Atkin Downes) és interceptat pel Ulysses, la nau insígnia de Sarrano, a prop del planeta de Stygia. En una ràbia borratxera, Grayson ataca i enxampa Ulysses. Ambdós naus aterren accidentadament a Stygia, ferint fatalment Ishi. Oliver envia Grayson i Rell a trobar una cèl·lula d'energia que alimenti l'equipament mèdic de la nau perquè pugui operar. Grayson localitza una càpsula d’escapament de la Ulysses i recupera la seva cèl·lula energètica i un dispositiu anomenat "corretja d'instint". Tornen amb la cèl·lula i Doc aconsegueix substituir la major part del cos d’Ishi per cibernètica, inclòs un processador d’intel·ligència artificial per a parts del seu cervell. No obstant això, enmig de l’operació, els merodistes irrompen la nau; Doc i Rell són assassinats, i mentre Ishi sobreviu, queda permanentment desfigurat per la cirurgia incompleta.
Grayson i Ishi decideixen treballar junts per sortir del planeta, tot i que Ishi culpa a Grayson de la mort dels seus amics. Mentre s'obren camí cap a la ciutat més propera, el processador d’intel·ligència artificial al cervell d’Ishi s'apodera diverses vegades, alimentat per la seva ira per l'egoisme de Grayson i la negativa a renunciar a la seva vendetta. La corretja d’instint condueix Grayson a una altra càpsula d’escapament, on troben a Trishka (Jennifer Hale), un membre de Final Echo, la unitat que va substituir a Dead Echo. Accepta treballar amb Grayson i Ishi a condició que l'ajudin a rescatar Sarrano. Grayson s'assabenta que Trishka era la filla de Novak; després que Dead Echo li salvés la vida sense voler, es va unir a l'exèrcit per caçar els "separatistes" que el van matar. Grayson li explica que Sarrano va ser el responsable de la mort del seu pare, però menteix sobre la seva participació.
Els tres s'enfronten a la càpsula d’escapament de Sarrano, que va aterrar damunt d’un gratacel. Trishka manté Sarrano a punta de pistola i demana respostes; aconsegueix tirar-la del terrat i informa a Grayson i Ishi que el Ulysses porta una "bomba d'ADN" dissenyada per acabar amb tota la vida a Stygia perquè es pugui repoblar. Afirma que la bomba està danyada i que, si no es desarma aviat, moriran abans que arribi l'ajuda. A contracor, els dos lluiten al seu costat per arribar a les restes del Ulysses. Sarrano enganya a Grayson perquè armi la bomba i s'escapi, deixant-lo atrapat a ell i a Ishi. De la mateixa manera que sembla que estan a punt de morir, Trishka, que encara viu, els rescata.
Els tres corren cap a la nau de rescat de Sarrano i pugen a bord just quan s'enlaira. Es barallen a través de les tropes de "Heavy Echo" de Sarrano i s'enfronten al pont de la nau. Trishka demana saber qui va matar el seu pare, i Sarrano revela que Grayson i els seus homes ho van fer. Es produeix una discussió i Sarrano fa servir la seva propi corretja d’instint per segrestar el cos d’Ishi i obligar-lo a atacar Grayson i Trishka. Animat per Grayson, Ishi aconsegueix arrabassar el control i acaba prenent una bala destinada al seu amic. Enrabiat, Grayson empala Sarrano a la paret, però Sarrano és capaç d’expulsar-lo a ell i a Trishka de la nau cap a la superfície de Stygia. Grayson i Trishka tornen cap a la Ulysses i a bord pugen a una càpsula d’escapament no utilitzada. El llancen a una òrbita baixa, amb l'explosió de la bomba d'ADN que propulsa la nau cap a l'espai. Mentre Stygia es consumeix lentament per l'explosió, els dos parlen de la venjança de Grayson, la pèrdua del seu equip i Sarrano encara viu. Trishka li pregunta a Grayson què farà sobre la fugida de Sarrano i la pantalla s'esvaeix en negre. En una escena post-crèdits, es revela que Sarrano ara és un cyborg a causa de l'extensió de les seves ferides. Ishi també sobreviu, encara que sota el control total del seu processador d’intel·ligència artificial.

## Desenvolupament

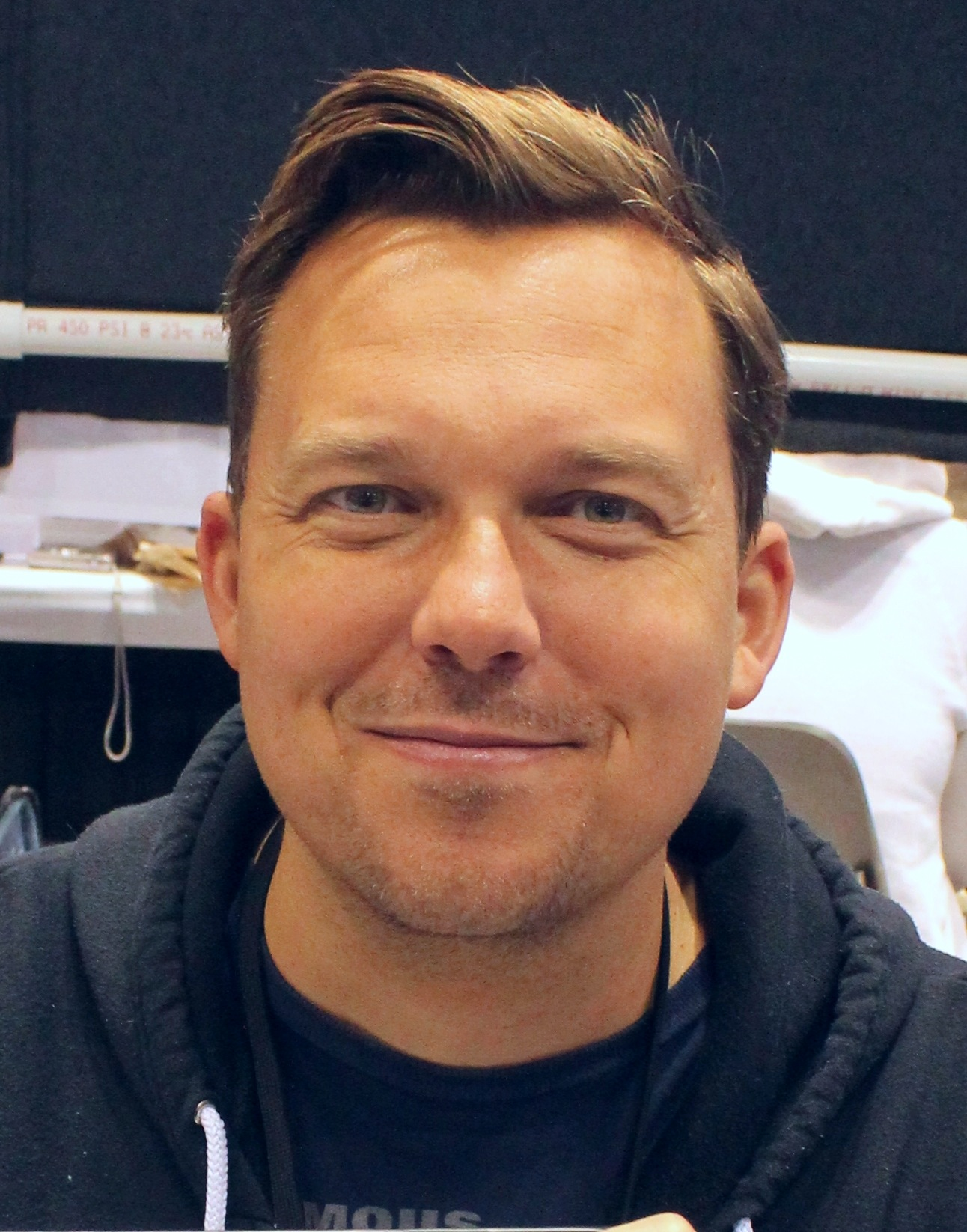
Rick Remender va ser el guionista del joc.

Bulletstorm va ser desenvolupat per l'estudi de jocs polonès People Can Fly. Anteriorment havien creat la sèrie Painkiller, un shooter en primera persona (FPS) dissenyat per a PC. Bulletstorm va ser el primer joc triple A de l'estudi. El desenvolupament es va iniciar el juny del 2007 i el joc va tenir un cicle de desenvolupament aproximat de tres anys i mig. Durant la producció del joc, l'estudi comptava amb unes 70 persones treballant-hi. El joc era una col·laboració entre PCF i Epic Games, que havien adquirit una participació majoritària a l'estudi l'agost del 2007. Electronic Arts (EA) va publicar el joc sota el seu programa EA Partners, després de quedar impressionat pel treball realitzat per l'estudi amb Painkiller. Per part de PCF, Adrian Chmielarz va dirigir el joc, que va ser dissenyat pel creador Cliff Bleszinski de Gears of War d'Epic, i escrit per l'escriptor i productor Rick Remender. PCF va confirmar el 2 de febrer de 2011, que Bulletstorm va ser declarat fase d'or, indicant que s'estava preparant per a la duplicació i l'alliberament.
Des que Bulletstorm va ser el primer videojoc de l'estudi desenvolupat per a consoles domèstiques, Epic Games va ajudar PCF en gran manera quan portaven el joc a PlayStation 3 i Xbox 360. El motor d'Epic Unreal Engine 3 en lloc del motor propietari de PCF va impulsar el joc. Aquest canvi va permetre a l'equip crear demostracions de jocs ràpidament quan presentaven el projecte als editors. La demostració inicial va impressionar Epic, que va acceptar col·laborar amb PCF. Mentre PCF va ser el principal desenvolupador de Bulletstorm, Epic Games va assegurar que el joc era d’alta qualitat proporcionant comentaris i suport al motor. Part del desenvolupament del joc es va subcontractar a empreses externes d'Alemanya, EUA, Xina, EUA, Suècia i Polònia. Epic, un desenvolupador llavors amb bones relacions, va ajudar a aconseguir un acord de publicació amb Electronic Arts. Tot i que inicialment hi va haver problemes de comunicació entre les tres empreses, aquest problema va disminuir quan l'estudi va racionalitzar els processos de comunicació. Mentre que EA i Epic havien proporcionat els seus comentaris per separat a PCF, el nou model de comunicació va veure que EA proporcionava comentaris directament a Epic, que integraria els comentaris d'EA amb els seus propis i els lliuraria a PCF. Respecte a la col·laboració amb Epic, Chmielarz va dir que l'estudi "va rebre un gran amor afecte d'Epic i el seu enfocament de qualitat sense concessions", i va suggerir que era "una lliçó fantàstica sobre el que significa qualitat".
Originalment, l'estudi no tenia previst tenir cap característica de joc única ni un objectiu ambiciós per al joc i només volia "oferir una divertida aventura". El joc es va preveure inicialment com un shooter en tercera persona basat en coberta similar a Gears of War. El joc va patir múltiples iteracions i, a mesura que avançava el desenvolupament, es va convertir en un FPS basat en la coberta. Més tard, l'equip va decidir no posar èmfasi en la portada després d’haver creat les armes, ja que consideraven que la portada no es complementava amb el joc basat en la portada. L'estudi va incorporar sistemes que donarien suport al joc emergent. Mega Man va inspirar la mecànic del lliscament, mentre que la llança de Scorpion de Mortal Kombat va inspirar la corretja. A través de proves focals internes i veient com jugaven companys de desenvolupament, l'equip es va adonar que "la gent jugava amb els seus enemics com si un gat jugés amb un ratolí". Això va conduir a la creació del sistema Skillshots, que tenia com a objectiu premiar la creativitat dels jugadors. Bleszinski va descriure el joc com "el Burnout dels shooters", i va citar Duke Nukem, Firefly i Serenity com les seves inspiracions.
Mentre que l'estudi havia creat un prototip jugable de team deathmatch, no el van incorporar al producte final perquè creien que el mercat estava ple de FPS competitius en aquell moment. L'equip va crear el mode cooperatiu Anarchy com a alternativa. El desenvolupament d'Anarchy va començar durant les últimes etapes de la producció, i només va atendre a jugadors hardcore. Va concloure que era "una elecció incorrecta per als modes en línia" retrospectivament. Bleszinski va afegir que les armes de foc inusuals aparegudes a la campanya no es traduirien bé a un entorn de joc competitiu i que hauria requerit PCF per tornar a treballar tots els sistemes. El joc inicialment tenia un mode cooperatiu que permetia als amics jugar junts a través de la campanya, però es va cancel·lar després que l'equip es va adonar que va canviar el joc de "ser aquest tipus de trencaclosques en essencialment aquest simulador d'esquí alpí". La seva eliminació va permetre a l'estudi animar els jugadors a utilitzar Skillshots amb més freqüència i va permetre a l'equip crear escenaris més únics. El mode Echoes d'atac de puntuació es va afegir en els darrers sis mesos de producció després de veure jugadors i periodistes competint entre ells per obtenir puntuacions altes jugant en un demo del joc en l'E3 2010.
Chmielarz va reclutar Rick Remender el 2009, impressionat pel seu treball en sèries de còmics Fear Agent i Black Heart Billy. Remender va ser convidat a visitar la seu de PCF a Varsòvia durant una setmana i va acabar de redactar la història amb l'equip del joc. La història del joc es va centrar en la "redempció i la venjança", i el planeta Stigya, un paradís turístic destruït per un desastre natural d'origen desconegut, havia d'evocar el mateix sentiment que Rapture de BioShock. Remender va afegir que el relat de la història no pretenia ser seriós i que la narració es basava molt en clixés. Es va descriure el personatge Ichi com el "Samurai Spock" mentre que el general Sarrano, que inicialment només era un malvat, va ser descrit com un "psicòpata clàssic" i un "dimoni". La ficció Pulp com Juan Buscamares (una sèrie de còmics publicada el gener de 1998 a la revista Heavy Metal), Indiana Jones, i portades de revistes masculines del 1920 al 1970, tots van ajudar a inspirar la narrativa i les imatges del joc. El joc va ser criticat en el llançament per la seva profanació aguda; Chmielarz va respondre que, com a polonesos, l'idioma anglès era "exòtic i divertit per a nosaltres" i no es va adonar que el joc en tenia tant fins que va llegir la traducció al polonès. L'equip va incorporar un filtre d’idiomes, tot i que Chmielarz va assenyalar que pocs se’n van adonar.

## Llançament
El 2008, Electronic Arts va anunciar que publicaria una nova propietat intel·lectual del desenvolupador de jocs independent Epic Games. El nom de "Bulletstorm" es va revelar quan el desenvolupador del joc People Can Fly va presentar una sol·licitud de marca comercial per al nom el desembre de 2009. Originalment, el dissenyador d'Epic Games Cliff Bleszinski estava programat per anunciar el joc juntament amb Gears of War 3 durant una aparició a Late Night with Jimmy Fallon el 8 d'abril de 2010. Tanmateix, la seva aparició es va retardar fins al 12 d'abril de 2010. El joc es va revelar abans de l'aparició prevista de Bleszinski a la revista de videojocs Game Informer publicat en el seu número de maig de 2010, on es mencionava el joc a la seva portada.
EA va proporcionar un ampli màrqueting per al joc. Epic va llançar una edició limitada de Bulletstorm exclusivament per a Xbox 360 coneguda com a Epic Edition. La Epic Edition inclou contingut addicional al joc quan al Bulletstorm en línia i accés a la versió multijugador de Gears of War 3. Al gener de 2011, es va alliberar un video viral per a Bulletstorm, parodiant el diorama "Believe" de Halo 3. Això es va seguir al febrer amb la publicació de Duty Calls, un joc de PC descarregable que parodia la saga Call of Duty, així com els tòpics generals dels shooters en primera persona. Els jugadors que van pre-reservar la Limited Edition per a PC també van rebre una còpia gratuïta Shank de Klei Entertainment. Es va llançar una demostració del joc, amb una de les missions Echoes del joc el 25 de gener de 2011, per la Xbox 360 i el 26 de gener de 2011, per la PlayStation 3. Després d'aquest anunci, Bleszinski va escriure un tuit el 14 de gener de 2011, dient que la demostració només era per a PlayStation 3 i Xbox 360, que els revisors de jocs consideraven que era una manera de burlar-se dels jugadors de PC. El vicepresident d'Epic Games Mark Rein més tard, va aclarir que es publicaria una demostració de PC després del llançament del joc. Epic el va publicar el 4 d'abril i presentava el mateix nivell que les versions de consola. La demostració va atreure més de dos milions de jugadors, tot i que, en retrospectiva, Chmielarz creia que la demostració havia confós els jugadors, ja que la missió Echo no va comunicar adequadament l'experiència al jugador. El joc es va llançar per a Windows, PlayStation 3 i Xbox 360 el 22 de febrer de 2011. Inicialment es van produir efectes de ninots, la sang i les seves esquitxades i desmembraments però van ser censurades a la versió alemanya del joc, malgrat que l'Entertainment Software Rating Board d'Alemanya va atorgar una classificació de "Adult". Més tard, el consell de qualificació alemany va revertir la seva decisió amb Bulletstorm: Full Clip Edition, que es va permetre alliberar sense censura. Tant Bleszinski com Chmielarz van criticar la campanya de màrqueting del joc, que es va centrar àmpliament en la ximpleria del joc i es va basar molt en els acudits.
El primer contingut descarregable (DLC) de Bulletstorm, titulat Gun Sonata, es va llançar el 14 d'abril de 2011 per a PlayStation 3 i Xbox 360, i el 19 de maig de 2011 per a PC. El contingut inclou tres mapes Anarchy, dues missions Echo i dos colors Leash. El segon DLC, Blood Symphony, es va llançar el 10 de juny de 2011 per a Xbox 360. El contingut inclou dos mapes "Echoes", tres mapes "Anarchy" i un nou mode anomenat "The Ultimate Echoes".

### Versió remasteritzada
Gearbox Publishing va revelar la versió remasteritzada durant el The Game Awards 2016 el desembre. Va augmentar la resolució de textura i va incloure suport per a resolucions de 4K, i contingut addicional creat per People Can Fly. La versió remasteritzada inclou contingut nou com ara el Overkill Campaign Mode, que inicia els jugadors amb accés a totes les armes del joc i sis nous mapes Echo. Els que van reservar el joc van tenir accés al contingut descarregable de Duke Nukem's Bulletstorm Tour, permetent als jugadors jugar com a Duke Nukem amb la nova veu enregistrada per Jon St. John. Randy Pitchford de Gearbox va explicar que la versió remasteritzada no era una actualització gratuïta per a aquells que ja tenien el joc a Windows perquè la llicència encara la tenia Electronic Arts i Gearbox només havia assegurat els drets per ajudar People Can Fly a crear el remaster. A més, hi va haver problemes en la transició de la plataforma discontinua Games for Windows Live. Amb el títol de "Full Clip Edition", la versió remasteritzada es va publicar el 7 d'abril de 2017 per a Windows, PlayStation 4, i Xbox One. Gearbox va crear controvèrsia quan es van associar amb el distribuïdor de claus del joc G2A per a la venda exclusiva de l'Edicions de Col·leccionisme de Full Clip Edition. L'estudi finalment va cancel·lar el seu acord amb G2A. Un port de Full Clip Edition per a Nintendo Switch, amb el títol de Duke of Switch Edition, es va publicar el 31 d'agost de 2019.

## Rebuda

### Crítica
Segons l'agregador de ressenyes Metacritic, el joc va rebre crítiques generalment positives en el seu alliberament.
El combat del joc va rebre aclamacions. Escrivint per GameSpot, Kevin VanOrd va descriure el joc com "de vegades ridícul i sovint divertit". Va elogiar la mecànica dels skillshots per haver-se unit al sistema d'actualització, ja que això va donar als jugadors un incentiu per utilitzar-los durant el combat. També va gaudir de les armes, que permeten als jugadors lluitar contra enemics de maneres "intrigants". Tim Turi de Game Informer va elogiar el joc per oferir als jugadors molta llibertat a l’hora de controlar Grayson, comparant el joc favorablement amb Mirror's Edge. També va aplaudir com el joc permetia als jugadors combinar diferents moviments lliurement. Rich McCormick de PC Gamer també li va agradar el sistema de skillshots per permetre als jugadors utilitzar la seva creativitat per eliminar els enemics. No obstant això, va assenyalar que aquest bucle de combat cau de forma plana durant la darrera part del joc, on els jugadors combaten enemics mutants més àgils. Arthur Gies, un revisor de IGN, va descriure el joc com a "violentament encantador". Va observar que el sistema de skillshots, les armes i el joc de pistola sensible van convertir el combat de Bulletstorm en un èxit. Va assenyalar, però, que al final del joc, el combat es va tornar monòton i repetitiu ja que el joc no va oferir trobades de combat més diverses. David Houghton de GamesRadar va comparar el joc amb un "joc de trencaclosques en 3D" i un "joc d'estratègia d'alta velocitat". Va descriure el joc com "un disseny molt intel·ligent, molt complicat i sumptuosament matisat que es fa passar per un gran joc d'acció ximple" i va reconèixer que el seu joc ajudava a evolucionar el gènere FPS.
Els crítics també gaudien generalment de l'escenari i el ritme del joc. VanOrd li va agradar la varietat en el disseny de la missió del joc i va considerar que la majoria de les missions eren entretingudes i emocionants. Malgrat això, va quedar decebut pel disseny lineal del joc, cosa que dificultava al jugador controlar el camp de batalla quan s'enfrontaven a múltiples enemics alhora. Gies, Randy Nelson de Joystiq, Christian Donlan de Eurogamer van elogiar l'escenari i el ritme del joc. Tant McCormick com Gies van elogiar les imatges del joc i la paleta de colors de l’ambient. Nelson va elogiar Stygia com a escenari, descrivint la campanya com un "passeig salvatge per algunes ubicacions alienígenes realment fantàstiques". Gies també va apreciar la narració ambiental del joc, que va ajudar a establir la història de Stygia i el va convertir en un entorn interessant.
Els personatges i la trama del joc van rebre una opinió mixta. Els personatges eren considerats conflictivament arrodonits o unidimensionals, i VanOrd va titllar el diàleg ple de blasfèmies, "merescedor" i va soscavar l'intent de l'estudi de narracions serioses. Nelson, en canvi, creia que l’ús de blasfèmies s'adaptava tonalment al joc i oferia moments de lleugeresa després de seqüències pesades en combat. Gies va descriure la trama com a original i li van agradar els personatges, tot i que va criticar el final anti-climàtic. Nick Chester, escrivint per a Destructoid, va dir que la divertida història complementava bastant bé la jugabilitat, tot i que va assenyalar que la narració es basava en tòpics de ficció pulp i girs argumentals previsibles. Taylor Cocke de 1Up.com li va agradar com el joc parodiava altres estils de FPS i que es deslligés del focus del melodrama. No obstant això, va remarcar que la història era excessivament seriosa i que la campanya va ser arrossegada pel fort contrast entre el to de la història i el caòtic i creatiu combat.
El component multijugador del joc va rebre crítiques poc brillants. VanOrd va considerar que el multijugador era divertit però d’abast limitat. Va remarcar que l'experiència, tot i que majoritàriament gratificant, podria ser frustrant si els jugadors s'unissin a desconeguts. Va afegir que els mapes del mode eren massa petits i els jugadors poden avorrir-se fàcilment a causa de la manca de varietat. Gies compartia un sentiment similar, escrivint que Anarchy es tornava repetitiu molt ràpidament. Gies va remarcar l'absència de cooperatives de campanya com una oportunitat perduda. Tot i que va qualificar els Echo com una bona inclusió, es va decebre perquè la classificació no s'incorporés a la campanya principal del joc. Nelson li va agradar el mode Anarchy per incloure nous Skillshots, però va anomenar el mode Echo "cut-and-dry". Donlan li va agradar que el mode Echo fos una experiència refinada, que ignorava completament els elements de la història i comparava favorablement la competició de la classificació amb la de Need for Speed: Hot Pursuit i Zuma Blitz.
La versió remasteritzada també va rebre crítiques generalment positives. Scott Butterworth de GameSpot va elogiar les textures i les imatges actualitzades, distància de dibuixat "impressionant" i velocitat de fotogrames estable. No obstant això, es va decebre del fet que el DLC de Duke Nukem no va canviar significativament la història ni va canviar les escenes cinemàtiques. Lucy O'Brien de IGN va elogiar el sistema d'il·luminació millorat i va creure que les imatges millorades ajudaven a elevar la intensitat i la urgència dels components del joc. No obstant això, va assenyalar que el joc original mostrava la seva edat a causa de la presència de parets invisibles i la manca d'un botó de salt dedicat. Va expressar la seva decepció pel fet que PCF no va afegir gaire novetat al remaster. Revisant la versió de Nintendo Switch, PJ O'Reilly de Nintendo Life va expressar la seva decepció per l'absència de multijugador i la manca de controls giroscòpics.

### Controvèrsia amb Fox News
El 8 de febrer de 2011, Fox News va examinar el joc en un article de John Brandon al seu lloc web, una emissió televisiva i un altre article. Una part del grup de Fox News va ser la psicòloga Carole Lieberman, que va afirmar: "L'augment de les violacions es pot atribuir en gran part al joc d'escenes [sexuals] als videojocs". La seva declaració va provocar que consumidors de videojocs enfurismats fessin un bombardeig de ressenyes del seu llibre a Amazon.com. Més tard, Lieberman va respondre dient que Brandon va treure les seves cites de context. Tot i això, va continuar dibuixant correlacions entre la violació i el contingut sexual en videojocs, afirmant tenir "milers" de treballs de recerca que donaven suport a la seva afirmació. Per donar suport a la seva afirmació, Lieberman es va referir a vuit fonts, una d’elles de Bulletstorm. El bloc sobre videojocs Rock, Paper, Shotgun va analitzar les afirmacions de Lieberman i va trobar que només una de les vuit fonts que va proporcionar tenia res a veure amb el tema en qüestió. Kotaku també va citar dades del Departament de Justícia dels Estats Units segons les quals el nombre de casos de violació ha anat disminuint des de 1973, tot i que Lieberman ho va refutar dient que les estadístiques oficials de violació "eren conegudes per ser variables i poc fiables". El Dr. Mark Griffiths, professor de la Nottingham Trent University, les conferències de les quals es van centrar en l'addicció als videojocs, van descriure la notícia de Fox com a "sensacionalista" en una entrevista a Guardian. Va afegir que seria molt difícil demostrar que l'exposició a contingut sexual en videojocs contribuís a delictes de violació a causa del gran nombre de factors de confusió implicats. Brandon va fer un seguiment del seu informe el 20 de febrer, i va afegir que la premsa de videojocs "va reaccionar violentament" i que els experts amb qui havia parlat "estaven gairebé universalment preocupats perquè la violència dels videojocs arribés a punt àlgid". Rock, Paper, Shotgun més tard es va posar en contacte amb els experts, la majoria dels quals van dir que mai havien dit que hi ha un vincle concloent entre la violència dels videojocs i la violència del món real.
EA va defensar els desenvolupadors del joc i el mateix joc. El seu vicepresident de relacions públiques, Tammy Schachter, va escriure que l'editor havia seguit les polítiques establertes per l'ESRB i comercialitzat el joc només a un públic madur. Va afegir que "com Kill Bill de Tarantino o Sin City de Rodriguez, aquest joc és una expressió d'entreteniment creatiu per a adults". El CEO d'Epic Mike Capps Va afegir que la controvèrsia de Fox News va ajudar el joc a arribar a un públic més ampli, i es va mostrar encantat que la premsa de videojocs ajudés a defensar el joc. Va assenyalar la seva preocupació pel fet que la notícia de Fox pogués enganyar un públic uniformat.

### Vendes
EA tenia altes expectatives de vendes per al joc. David DeMartini, un executiu d'EA, va remarcar que el joc tenia el potencial que els jocs de Gears of War.
Al Regne Unit, Bulletstorm va ser el segon videojoc més venut en el seu llanáment de la setmana després de Killzone 3. Als Estats Units, va ser el setè joc més venut al febrer de 2011. Va vendre al voltant de 300.000 unitats al febrer; la Xbox 360 era la plataforma preferida per a la majoria de jugadors. Capps va afegir que el joc no va obtenir beneficis per a Epic, mentre que una font anònima d'EA va revelar que el joc "no va funcionar" per a ells. El 2013 es va revelar que el joc va vendre en menys d'un milió de còpies. Capps va afegir que el joc no es va vendre bé en PC, i va citar la pirateria com el principal motiu del seu decebedor rendiment, tot i que va admetre que no era un port gaire bo. Chmielarz va culpar inicialment del màrqueting EA del joc, que va reduir "les idees noves a bromes per als nois". Més tard, va reconèixer que el joc va ser víctima d'un canvi de la indústria, ja que els jocs de nivell més baix es van anar eliminant lentament. No obstant això, Sebastian Wojciechowski, el CEO de People Can Fly després de la seva separació d'Epic, va considerar que el joc es venia bé, i va afegir que mai no es consideraria tan reeixit ni rendible com la sèrie Gears of War d'Epic en aquella època.
Bulletstorm: Full Clip Edition va debutar com el 23è joc més venut al Regne Unit en la seva setmana de llançament. Wojciechowski va afegir que les vendes del remaster "van anar molt, molt bé" i que van validar la creença de l'estudi que hauria de fer alguna cosa en el futur.

## Seqüela
Segons Capps, l'estudi havia començat a desenvolupar la seqüela de Bulletstorm, però es va deixar de banda quan Epic va assignar PCF a treballar amb Gears of War: Judgement, un spin-off de la sèrie Gears of War. PCF es va independitzar el 2015 després d'una adquisició per la direcció, i va conservar els drets de propietat intel·lectual de Bulletstorm. Parlant d’una possible seqüela el 2019, Wojciechowski va dir que l'estudi volia que el joc tingués una "segona vida" malgrat que no era l'objectiu a curt termini de l'estudi. Wojciechowski va afegir que si l'estudi tornés a treballar en el joc, considerarien formes de fer-lo més popular.